# Диполярна хімічна сполука
Диполя́рна хімі́чна сполу́ка (рос. диполярное соединение, англ. dipolar compound) — хімічна сполука, електронейтральна молекула якої має позитивний і негативний заряди в одній з канонічних структур. У більшості таких сполук заряди делокалізовані. Термін застосовний і до частинок, де нема делокалізації. 1,2-диполярна сполука має протилежні заряди на суміжних атомах. В 1,3-диполярній сполуці значимою є канонічна форма, що репрезентує розділення заряду через три атоми.
Підкласи 1,3-диполярних сполук: 
1. Алільний тип: азоіміди, азометиніміди, азометиніліди, азоксисполуки, карбоніліміди, карбонілоксиди, карбоніліліди, нітрони, нітросполуки.
2. Пропаргільний тип: нітриліміди, нітрилоксиди, нітриліліди, нітрилійбетаїни, азиди, діазосполуки.
3. Карбеновий тип: ацилкарбени, імідоїлкарбени, вінілкарбени.